# 퍼레이드 (2024년 영화)
퍼레이드(일본어: パレード, 영어: The Parades)는 2024년 2월 29일부터 넷플릭스에서 전달되고 있는 일본의 영화이다. 감독은 후지이 미치히토, 주연은 나가사와 마사미.

## 출연
- 미나코 - 나가사와 마사미
- 아키라 - 사카구치 켄타로
- 쇼리 - 요코하마 류세이
- 마이클 - 릴리 프랭키
- 카오리 - 테라지마 시노부
- 나나 - 모리 나나
- 오기 마이코 - 쿠로시마 유이나
- 사사키 히로시 - 나카지마 아유무
- 코가 미츠루 - 와카바야시 타쿠야
- 칸다 - 키타무라 유키야
- 미즈키 - 후카가와 마이
- 나카타 - 스다 슌
- 에스케 - 덴덴
- 사사키 - 타치 히로시
- 마이코 - 키노 하나
- 료 - 오쿠다이라 다이켄(17세), 이와카와 하루(7세)
- 다나카 - 다나카 테츠시
- 카쿠다 - 칸 스온
- 야스코 - 타카하시 아카리
- 아카네 - 우에하라 미쿠
- 마사키 - 미우라 켄토
- 켄타 - 다이세이 린
- 리코 - 후지사키 유미아
- 마사 - 미즈나 론
- 리나 - 하나세 코토네
- 유코 - 테라다 아이즈키

## 스태프
- 감독·각본 - 후지이 미치히토
- 각본 - 후지이 미치히토
- 이그제큐티브 프로듀서 - 사카모토 카즈타카
- 기획 - 카와무라 미츠사키
- 프로듀서 - 사토 나호미, 미치카미 타케야, 유키미 료
- 촬영 - 이마무라 케이스케
- 조명 - 히라야마 타츠야
- 녹음 - 네모토 아스카
- 미술 - 미야모리 유이
- 의상 - 미야모토 마사에
- 헤어 메이크업 - 하시모토 신지
- 포스트 프로덕션 감독 - 야마가와 켄타로
- CG 프로듀서 디자인 - 히라노 히로지
- VFX 감독 - 후키야 켄
- 편집 - 후루카와 타츠마
- 음악 - 노다 요지로
- 주제가 - 노다 요지로 「なみしぐさ」
- 조감독 - 쿠로야나기 쇼이치
- 제작 프로덕션 - BABEL LABEL
- 제작 - 넷플릭스